# ピット・コーダー

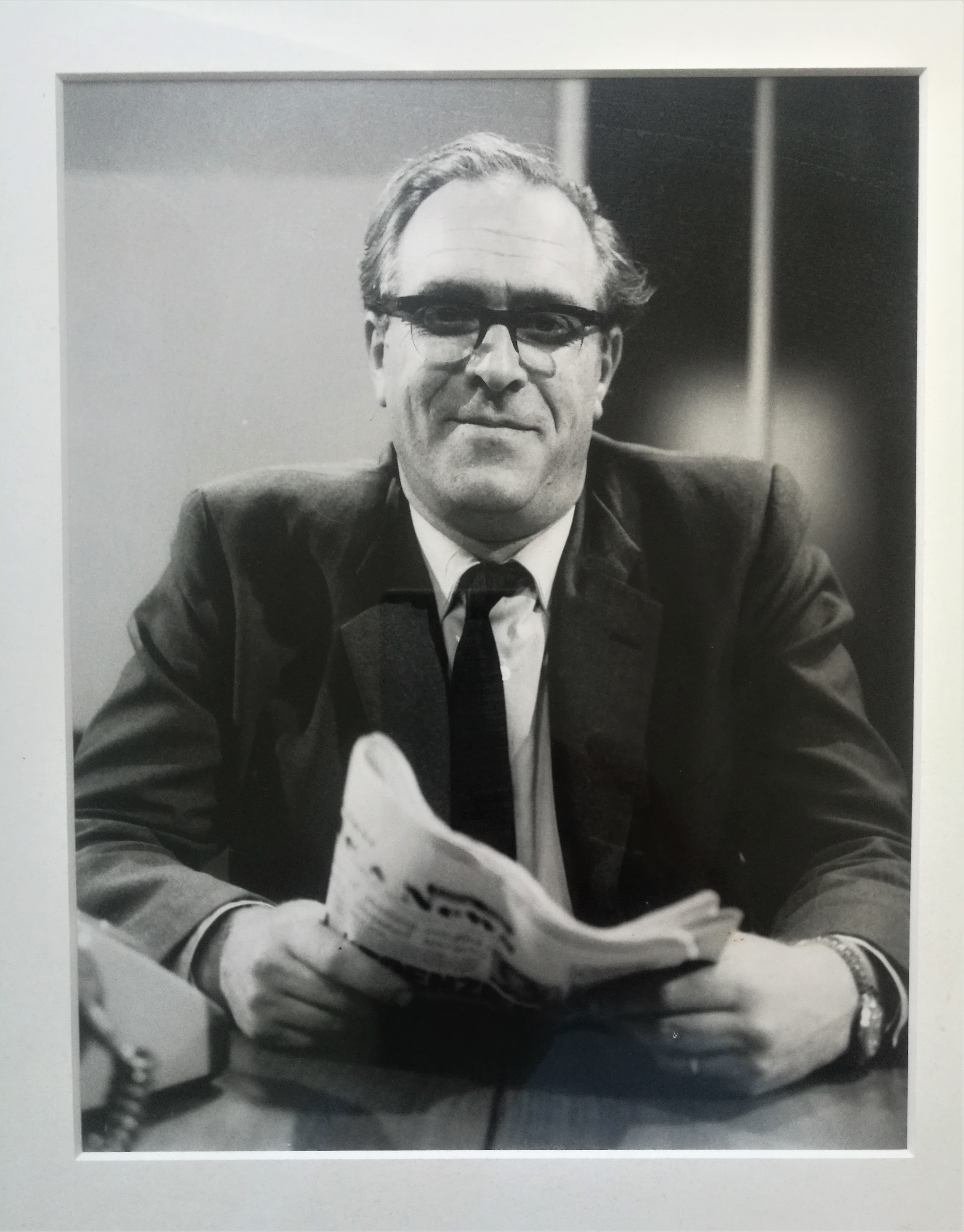

ピット・コーダー（Stephen Pit Corder、1918年10月6日 - 1990年1月27日）は、英国の言語学者である。エディンバラ大学の応用言語学の教授を務め、「誤用分析（Error Analysis）」の研究への貢献で知られる。英国における応用言語学の分野の発展に大いに寄与し、また、英国応用言語学協会の初代会長（1967-1970）でもあった。

## 来歴
ピット・コーダーは、ヨークのブースダム・テラス通り4番地にてクエーカー教徒の一家に生まれた 。彼の父親、フィリップ・コーダー（Philip Corder 1885年生）はイングランド出身の教師であり、母親(Johanna Adriana van der Mersch 1887年生）はオランダ人であった。 ピットは、ヨーク近郊にある、当時父親が寮監を務めていた全寮制のクエーカー教徒のための学校(Bootham School)で学んだ。その後、オックスフォード大学のマートン・カレッジに進学し、1936年から1939年にかけて現代語学を学んだ。
オックスフォードを卒業後、ピットは、グレート・アヤルトンにあるクエーカー系列の学校で教鞭をとった。第二次世界大戦中は、宗教上の理由による良心的参戦拒否によって兵役免除を受け、フィンランドとエジプトにてクエーカー教徒らによる自主参加救援隊で活動した。そして、 1946年には、はとこであるナンシー・プロクター(1916年生)と結婚し、2人の息子と1人の娘をもうけている
戦後は、オーストリア、トルコ、ジャマイカ、コロンビアのブリティッシュ・カウンシルで働いた。この期間中は、クラスを受け持ち、シラバスや新しい語学教材の作成に取り組んだ。 1957年、ピットは、ブリティッシュ・カウンシルに籍を置いたまま、エディンバラ大学の応用言語学部に入学した。当時、ブリティッシュ・カウンシルは、世界展開のために応用言語学の専門家を必要としており、ピットは、その条件を満たすために応用言語学の学位を取得したのである。1年後には、ブリティッシュ・カウンシルによってナイジェリアに派遣され、テレビ用英語教材の開発サポートに携わった。
ピットはこの後、ブリティッシュ・カウンシルを去ったが、その正確な時期には諸説ある。英国応用言語協会の追悼記事によると、ピットは、リーズ大学で教鞭を取り始めた1961年にブリティッシュ・カウンシルから離れたという。しかしながら、Oxford Dictionary of National Biographyに記載の経歴によると、リーズ大学へはブリティッシュ・カウンシルによる派遣であり、実際にブリティッシュ・カウンシルを去ったのは、1964年にエディンバラ大学で応用言語学部の学部長に就任した際だとされている。コーダーは、その後、亡くなるまでエディンバラ大学に所属した。